# Цементчі (футбольний клуб, Кувасай)
Професіональний футбольний клуб «Цементчі» або просто «Цементчі» (узб. «Tsementchi» Quvasoy futbol klubi) — професійний узбецький футбольний клуб з міста Кувасай Ферганської області.
Засновник та головний спонсор клубу ВАТ «Кувасайцемент».

## Історія
Футбольний клуб «Цементчі» було створено в місті Кувасай в 1987 році, з моменту свого існування головним спонсором клубу було ВАТ «Кувасайцемент».
В 1988 році «Цементчі» брав участь у Чемпіонаті Узбецької РСР.
У 1997 році у фінальній частині Другій лізі Узбекистану виборола право з наступного сезону виступати у Першій лізі. В 2002 році посів 2-ге місце в Чемпіонаті і виборов право в 2003 році виступати у Вищій лізі. Але команда посіла передостаннє, 15-те, місце й змушена була повернутися до Першої ліги. У 2008 році клуб призупинив свої виступи через банкрутство і був розформований.
У 2014 році клуб було відроджено, і вже в першому ж сезоні команда перемагає у Другій лізі. Починаючи з сезону 2015 року команда виступає у Першій лізі.

## Досягнення
- Чемпіонат Узбекистану
  - 15-те місце (1): 2003
- Перша ліга Узбекистану
  -  Срібний призер (1): 2002
- Друга ліга Узбекистану
  -  Чемпіон (1): 2014
- Кубок Узбекистану:
  - 1/8 фіналу (3): 1999/00, 2000/01, 2004

## Відомі гравці
- / Мурад Ісмаїлов
- / Тохір Кападзе

## Відомі тренери
…
- 2007:  Мурад Ісмаїлов

…